# Gidle
Gidle es una localidad de Polonia, perteneciente al Distrito (Powiat) de Radomsko que a su vez forma parte del Voivodato de Łódź. Entre los años 1975 y 1998 la localidad perteneció al Voivodato de Częstochowa.
El pueblo de Gidle cuenta con una población de 1.540 habitantes (2007) y es la cabeza del municipio o Gmina (división administrativa) homónima que engloba a otras pequeñas poblaciones y que suma 6.360 habitantes (2014).

## Historia
- Datos: Q847181
- Multimedia: Gidle / Q847181

no se nada de esta localidad
1. ↑  Worldpostalcodes.org,código postal n.º 97-540.